# Грыфино (гмина)
Грыфино (пол. Gryfino) — гмина (волость) в Польше, входит как административная единица в Грыфинский повет, Западно-Поморское воеводство. Население — 31 238 человек (на 2005 год).